# Доможировы (Оренбургские)
Доможировы — казачий и дворянский род со станиц Верхнеуральской и Магнитой Второго (Оренбургского) военного отдела Оренбургского казачьего войска.

## Известные представители
- Яков Васильевич Доможиров, обер-офицер ОКВ,
  - Николай Яковлевич Доможиров (27.01.1838-1895), сын Якова Васильевича Доможирова, войсковой старшина ОКВ, окончил училище земледелия и лесоводства. Есаул (с 21.10.1875). Войсковой старшина (с 02.05.1885 с увольнением в отст.). Атаман станицы Магнитной 2-го ВО ОКВ (1875-1880). Утвержден почетным судьей ст. Магнитной на 1895-1897. Дети: Александр (28.09.1865), Лев (18.02.1868), Иван (08.01.1871), Владимир (14.06.1878), Константин (17.05.1880), Иосиф (30.10.1886).
  - Доможиров, Александр Николаевич (28.09.1865 — до 1952) - из штаб-офицерских детей ст. Магнитной 2-го ВО ОКВ. Окончил Оренбургский  Неплюевский    кадетский корпус, 3-е Александровское военное училище по 1-му разряду, фехтовальные курсы при Главном управлении казачьих войск. На службе с 1884. Хорунжий (1886). Сотник (1889). Подъесаул (1901). Есаул (1909). Войсковой старшина (1915). Полковник (1917). Служил в частях ОКВ. В июле 1914 руководил формированием 10-го ОКП.  В 1-ю мировую войну временно командовал 9 и 10 ОКП. В Гражданскую войну участвовал в боях на Восточном фронте белых. В сентябре 1918 старший адъютант управления ремонтных работ и запасной кавалерии. Командовал 28 ОКП (на 05-06.1919). В эмиграции. Награды: Св. Стан. 3-й ст. (1900), Св. Анны 3-й ст. (1907), Св. Стан. 2-й ст. (1910), бухарский орден золотой звезды 3-й ст. (13.05.1914) , Св. Анны 2-й ст. м. (1915), Супруга дочь потомственного дворянина Полтавской губернии Вера Ивановна Лихтанская. Два сына.[1].  
    - Доможиров, Лев Николаевич (18.02.1868 -?) — генерал-майор. участник Русско-японской, Первой мировой и Гражданской войн. Участник Белого движения в Сибири.
    - Доможиров, Иван Николаевич (08.01.1871-13.12.1908) — из штаб-офицерских детей ст. Магнитной 2-го ВО ОКВ. Подъесаул (с 01.07.1903 со ст. от 06.05.1900). Служба: в 1-м ОКП (1892-1895), ст. адъютант штаба 1-й Туркестанской КД (1901 г.), вр. и. д. нач. штаба 1-й Туркестанской КавДивизии (1902-1903), мобилизован со льготы в 10-й ОКП (1904), участник Русско-японской войны, пом. ст. ад-та Войскового штаба ОКВ (1908).
    - Доможиров, Владимир Николаевич(14.06.1878 — между 1925-1952) — из штаб-офицерских детей ст. Магнитной 2-го ВО ОКВ. Окончил 2-й Оренбургский кадетский корпус и Николаевское кавалерийское училище по 1-му разряду. На службе с 31.08.1898. Подъесаул с 13.12.1906 за Боевые Отличия: разведка и стычки с хунхузами при д. Майнза, Мурукче, Фанконза, Таубей. Участник Русско-японской войны, и Первой Мировой Войны. Командир 23-й особой ОКС (с 03.04.1917). В распоряжении атамана 2-го ВО ОКВ (с 20.07.1918). Участник Белого Движения. В эмиграции — в Китае. В тюрьме города Урга. В начале 1921 освобожден частями генерал-лейтенанта барона Р.Ф. Унгерна фон Штернберга и направлен вместе с коммерческим агентом А.И. Заплавским к генералу Бакичу для установления связи, получив деньги и специальный указ Богдо-хана, но задание не выполнил, добравшись лишь до Улясутая, за тем вернулся в Ургу. Супруга дочь троицкого купца Анна Афанасьевна Гладких.[1].
- Доможиров, Федор Семенович (06.06.1836-09.05.1895) — из казаков 2-го ВО ОКВ. Образование дом. На службе с 1854. Есаул с 1870 г. Войсковой старшина с 1884 г. Участник Кокандского похода 1868 года, в 1 ОКП (1890-1894): помощник командира 1-го ОКП (с 01.03.1892). Супруга Наталья Ивановна. Дети: Лев (04.02.1862), Мартирий (08.10.1864), Петр (16.01.1871), Михаил (29.10.1873) и 4 дочери.
  - Доможиров 1-й, Лев Федорович (04.02.1862-1900) — из обер-офицерских детей станицы Магнитной 2-го ВО ОКВ. Сын войск, старшины Федора Семеновича Доможирова. Окончил ОНКК и 3-е Александровское ВУ по 1 разряду. Подъесаул. (с 17.11.1891). Атаман станицы Степной (22.06.1895-21.09.1896), командир 4-й сотни 1-го Оренбургского казачьего полка.
  - Доможиров, Мартирий Федорович (08.10.1864-01.1918) — из штаб-офицерских детей ст. Верхнеуральской 2-го ВО ОКВ. Окончил Оренб. воен. прогимназию (1881), Оренбургское казачье училище по 2 pазряду (1884), Офицерскую кавалерийскаую школу «успешно» (1906). Хорунжий (с 24.01.1885). Войсковой старшина (с 06.05.1914). Командирован в состав 1-й сотни в Нижний Новгород на Всероссийскую выставку (23.05-24.09.1896). Член полкового суда при управлении 2-го ВО ОКВ (02.02.1898). Командирован в Амурское Казачье Войско (03.07.1900-01.12.1901). В Амурском Казачьем Полку (26.07.1900-07.10.1901). Участвовал в походах и делах 1900-1901: в наступлении отряда генерал-майора Ренненкампфа к Цицикору, в бою на Малом Хингане (13.08.1900), при взятии г. Мергена (05.08.1900), в бою 25.09.1900, в поисках за хунхузами 10-16.10.1900, в хай-фанцзянской экспедиции генерал-лейтенанта барона Каульбарса (11.1900). В 5-м ОКП (05.09.1902-25.01.1909). На льготе с 25.01.1909 г. Во 2-м ОКП (с 06.01.1912). При мобилизации назначен помощником командира 8-го ОКП (07.1914). Командир 12-го ОКП (09.10.1914-1917). Убит большевиками в Оренбурге на квартире генерала Кочурова вместе с последним. Супруга дочь войскового старшины Лидия Павловна Дутова [2]
  - Доможиров Михаил Федорович (29.10.1873 - 18.06.1916) — из штаб-офицерских детей ст. Верхнеуральской 2-го ВО ОКВ. Окончил 6 классов Ярославской военной прогимназии и  Оренбургское казачье училище по 2 pазряду. На службе с 01.09.1891. Хорунжий (с 14.05.1896). Сотник (с 01.07.1900 со ст. с 14.05.1900). Подъесаул (с 01.07.1904). Есаул (с 15.07.1914 со ст. с 14.05.1908). Войсковой старшина (с 06.11.1915). Полковник (с 08.06.1916 со ст. с 23.11.1915). Служба: командирован в Амурское Казачье Войско (01.1904), в составе Забайкальского Казачьего Войска участвовал в Русско-Японской войне. В отдельном ОК дивизионе (1911—1915), помощник командира 2-го ОКП (с 29.09.1915). Временный командующий 2-м ОКП (12.1915). В 1916 переведен в 13 стрелковый дивизион. С 17.04.1916 в резерве чинов при штабе Петроградского военного округа. Умер в Николаевском госпитале Петрограда от последствий отравления газами на фронте. Награды: ордена - Св. Станислава 3-й ст. с мечами и бантами, Св. Анны 3-й ст. с мечами и бантами, Св. Анны 2-й ст. с мечами, Св. Владимира 4-й ст. с мечами и бантами. Супруга - Кошкарова Марианна Семеновна, дети - Прокопий, Нина, Михаил.[1],[2],[3]